# Terremoto de Nueva Jersey de 2024
El 5 de abril de 2024, a las 10:23, hora de verano del este, se produjo un terremoto de 4,8 en el estado estadounidense de Nueva Jersey, con epicentro en el municipio de Tewksbury. Si bien se sintió en las áreas metropolitanas de la ciudad de Nueva York, Filadelfia y Washington D. C. y en otras partes del noreste de los Estados Unidos entre Virginia y Maine, tuvo un impacto relativamente menor y no se reportaron daños importantes en Nueva York y Nueva Jersey. Hubo decenas de réplicas durante el resto de la semana y la siguiente.
Fue el terremoto más fuerte que afectó a Nueva Jersey desde el terremoto de 5,3 de 1783 en Nueva Jersey, y el más fuerte que azotó la ciudad de Nueva York desde un terremoto de magnitud estimada de 5,0 el 10 de agosto de 1884.

## Información tectónica
La falla que causó el terremoto probablemente se encontraba en el área de la zona de la falla de Ramapo, que se extiende desde Pensilvania hasta Nueva York  y se formó por la desintegración del supercontinente Pangea durante el Triásico Tardío. Otro posible origen es la falla de Flemington, una falla más joven en la misma zona.
El área de Whitehouse Station, Nueva Jersey, había experimentado previamente un terremoto el 14 de marzo de 2024. El Servicio Geológico de los Estados Unidos considera que esto es parte de la secuencia del evento. 

## Terremoto
El terremoto tuvo una magnitud de momento de 4,8 y una profundidad de 4,7 kilómetros (2,9 mi) . Su epicentro estuvo en Tewksbury Township, Nueva Jersey,  a 40.689°N 74.754°W, aproximadamente 1 milla (1,6 km) al norte de Oldwick y 5 millas (8,0 km) al este del Líbano. Los temblores se sintieron en todo el noreste de Estados Unidos, desde Maine en el norte hasta Washington D. C. y Norfolk, Virginia, en el sur.
Hasta el 7 de abril, se reportaron 34 réplicas,  la más fuerte de las cuales tuvo una magnitud de 3,8 y ocurrió a unas 4 millas (6 km) desde Gladstone alrededor de las 17:59. El USGS proyectó un 46% de probabilidad de una réplica con una magnitud superior a 3 y un 3% de probabilidad de un terremoto más fuerte con una magnitud superior a 5 dentro de una semana después del impacto inicial.  Una réplica de 2,6 se sintió a unos 5 kilómetros (3 mi) al suroeste de Gladstone aproximadamente a las 10:25 a. m. hora local del 10 de abril 

## Consecuencias
La Administración Federal de Aviación detuvo por completo los vuelos en el Aeropuerto Internacional Newark Liberty, el Aeropuerto Internacional de Filadelfia  y el Aeropuerto Internacional John F. Kennedy . Las llegadas a los aeropuertos internacionales de Baltimore/Washington, LaGuardia y Teterboro se retrasaron. También fue evacuada la torre de control del tráfico aéreo del Aeropuerto Internacional Newark Liberty. Cinco vuelos con destino a Newark fueron desviados al Aeropuerto Internacional Lehigh Valley en Allentown, Pensilvania.
La primera alerta de emergencia enviada a los residentes de la ciudad de Nueva York llegó 26 minutos después del terremoto a los suscriptores del servicio Notify NYC . Incluso más tarde se envió una Alerta de Emergencia Inalámbrica a toda la región, y los neoyorquinos informaron que llegó 40 minutos después del terremoto. En medio de críticas, el Comisionado para el Manejo de Emergencias de la ciudad de Nueva York, Zach Iscol, defendió la demora en la respuesta en una conferencia de prensa, diciendo que "Veinte minutos es muy rápido para una alerta pública"  y que necesitaban ese tiempo para confirmar que efectivamente se trataba de una alerta pública. terremoto.